# Efectos del viaje espacial en el cuerpo humano
Los seres humanos se encuentran fisiológicamente bien adaptados a la vida en la Tierra. Consecuentemente, el vuelo espacial tripulado tiene muchos efectos negativos en el cuerpo a corto y en especial a medio y largo plazo.
Los efectos más significativos de la estancia prolongada en el espacio son la atrofia muscular y el deterioro del esqueleto humano. Otros también significativos incluyen el empeoramiento de la función hepática, pues el hígado se vuelve graso e inicia un proceso de fibrosis. 
Se deforman y alteran igualmente las funciones del aparato circulatorio (la sangre se concentra en la mitad superior del cuerpo por falta de gravedad y se produce una bajada en la creación de eritrocitos) y se debilita el sistema inmunológico. La falta de gravedad descomprime el tejido intervertebral, de forma que crece más y los astronautas que llevan mucho tiempo en el espacio vuelven inusitadamente más altos a la Tierra. Síntomas menores incluyen redistribución de fluidos (causando la apariencia de "cara de luna" en imágenes típicas de astronautas en ingravidez), la pérdida de masa corporal, la congestión nasal, algunos trastornos de sueño y un exceso de flatulencias. La mayoría de estos efectos comienzan a disminuir o remiten al volver a la gravedad terrestre.

## Estudiando los efectos del espacio en la fisiología humana
La medicina espacial es una práctica médica en desarrollo que estudia la salud de los astronautas viviendo en el espacio exterior. El propósito principal de esta búsqueda académica es descubrir qué tan bien y por cuánto tiempo pueden sobrevivir las personas en las condiciones extremas del espacio, y qué tan rápido pueden re-adaptarse al ambiente terrestre a su regreso. La medicina espacial también busca desarrollar medicina preventiva para apaciguar el sufrimiento causado al vivir en un ambiente para el que los seres humanos no se encuentran bien adaptados.

## Lista de los efectos del espacio en la fisiología humana
Muchas de las condiciones ambientales experimentadas por humanos durante el viaje espacial son muy diferentes a aquellas en donde evolucionaron; sin embargo, la tecnología permite proteger a las personas de las condiciones extremas, como las naves y trajes espaciales. Las necesidades inmediatas de aire respirable y agua potable son satisfechas por el sistema de vida, un conjunto de aparatos que permiten a los humanos sobrevivir en el espacio exterior. El sistema de vida provee aire, agua y alimento. También debe mantener la temperatura y presión a niveles aceptables y desechar los desperdicios del cuerpo humano. Asimismo, es necesaria la protección contra influencias dañinas externas como la radiación y los micrometeoritos o meteoritos pequeños. 
Por supuesto, no es posible eliminar todas las amenazas; el factor más importante que afecta el bienestar físico humano es la ingravidez, que también se define como microgravedad. Vivir en este tipo de ambiente impacta el cuerpo en tres maneras diferentes: pérdida de la propiocepción, cambios en la distribución de los fluidos, y el deterioro del sistema muscular. 

### Exposición directa al ambiente extremo del espacio
El ambiente espacial es letal sin la protección adecuada. La mayor amenaza en el vacío del espacio se deriva de la falta de oxígeno y de presión, aunque la temperatura y la radiación también presentan riesgos menos inmediatos. 

#### El vacío del espacio

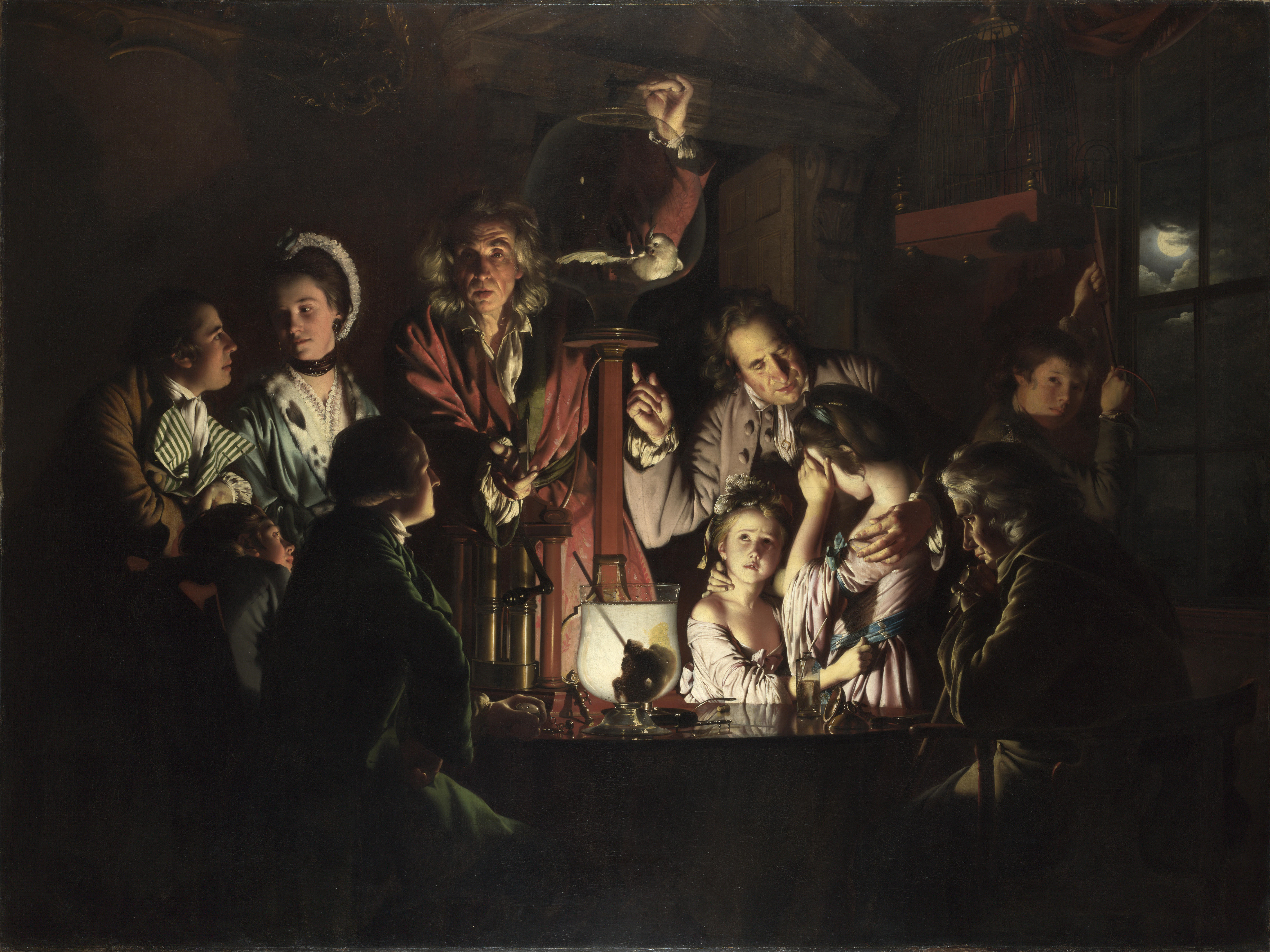
Esta pintura, Un Experimento en un Pájaro en la Bomba de Aire, muestra un experimento realizado por Robert Boyle en 1690 para probar el efecto del vacío en un ser vivo.

La fisiología humana está adaptada para vivir en la atmósfera terrestre, y una cierta cantidad de oxígeno es requerida en el aire que respiramos. La concentración mínima, o presión parcial, de oxígeno que puede ser tolerada es de 16 kPa (0.16 bar). Debajo de esta medida, el astronauta se encuentra en riesgo de caer inconsciente y morir de hipoxia. En el vacío del espacio, el intercambio de gases en los pulmones continúa normalmente pero resulta en la eliminación de todos los gases, incluyendo el oxígeno, del torrente sanguíneo. Después de 9 a 12 segundos, la sangre desoxigenada alcanza al cerebro, y lleva a la pérdida de consciencia. La muerte seguiría gradualmente después de dos minutos de exposición, aunque los límites absolutos no son certeros.
Humanos y otros animales expuestos al vacío pierden la consciencia después de pocos segundos y mueren de hipoxia en minutos, pero los síntomas no son tan gráficos como la imagen que los medios públicos sugieren. Sangre y otros fluidos corporales hierven cuando su presión cae por debajo de 6.3 kPa (47 Torr), la presión del vapor de agua a temperatura corporal. Esta condición es llamada "ebullismo". El vapor puede hinchar el cuerpo hasta el doble de su tamaño normal y alentar la circulación, pero los tejidos son elásticos y lo suficientemente porosos para evitar la ruptura. El "ebullismo" disminuye por la contención de la presión de los vasos sanguíneos, por lo que un poco de sangre permanece en estado líquido. El "ebullismo" y la hinchazón pueden reducirse por la contención de un traje de vuelo. Astronautas del Programa del transbordador espacial llevaban una prenda elástica llamada "Crew Altitude Protection Suit" (CAPS, por sus siglas en inglés), el cual previene el "ebullismo" a presiones tan bajas como de 2 kPa (15 Torr). Trajes espaciales son necesarios para la prevención del "ebullismo". La mayoría de los trajes usan 20 kPa (150 Torr) de oxígeno puro, justo lo suficiente para retener la consciencia. Esta presión es lo suficientemente alta para evitar el "ebullismo", pero la simple evaporación de la sangre o de gases disueltos en la sangre, pueden causar Síndrome de descompresión y embolia gaseosa si no son tratadas adecuadamente.
Una exposición corta al vacío por 30 segundos no causa daños físicos permanentes. Experimentos animales muestran que una recuperación completa y rápida es normal para exposiciones menores a 90 segundos, mientras que exposiciones más largas son fatales y la resucitación no ha sido exitosa. Sólo existe una limitada cantidad de información disponible de accidentes humanos, y es consistente con la información de animales. Las extremidades pueden ser expuestas por más tiempo si la respiración no se ve afectada. La descompresión rápida puede ser mucho más peligrosa que la exposición al vacío. Aun si la víctima no sostiene la respiración, la ventilación a través de la tráquea puede ser demasiado lenta para evitar la ruptura fatal de los delicados alveolos de los pulmones. Los tímpanos y senos pueden presentar rupturas por una rápida descompresión, tejidos blancos pueden magullar y filtrarse a la sangre, la tensión de descarga acelera el consumo de oxígeno, llevando a la hipoxia. Las heridas causadas por la descompresión rápida son llamadas barotraumatismo, y son conocidas en los accidentes de buceo.
La mayoría de la información conocida sobre la manera en la que el cuerpo humano reacciona se debe a la descompresión accidental, especialmente durante proyectos experimentales de viaje espacial. Un caso fue discutido en un reporte técnico de la NASA: Emergencias de Descomprensión Rápida de la Presión:
En el Centro de Naves Espaciales Tripuladas de la NASA (ahora llamado Johnson Space Center) hubo un sujeto de prueba que fue expuesto por accidente a un casi vacío (menos de 1 psi) [7 kPa] en un momento en que sucedió una fuga del traje espacial dentro de una cámara de vacío en 1965. Permaneció consciente durante 14 segundos, que es lo que tarda en llegar el oxígeno de la sangre de los pulmones al cerebro. Probablemente no alcanzó un vacío alto merced al traje y comenzamos a represurizar la cámara en 15 segundos. El sujeto volvió a la consciencia alrededor de los 15,000 pies [4600 m] y más tarde comunicó que podía sentir y escuchar el aire saliéndose de él y que su último recuerdo del incidente fue que la saliva de su boca comenzaba a hervir.
Ha habido un incidente grabado de muerte por descompresión en un vuelo espacial, el accidente de descompresión del Soyuz 11 en 1971, el cual resultó en la muerte de tres cosmonautas a bordo.

#### Variaciones extremas de temperatura
En el vacío, no hay medio para eliminar el calor del cuerpo por conducción o convección. La pérdida de calor es por la radiación de la temperatura de 310 K (37 °C) de una persona a la de 3 K del espacio exterior. Este es un proceso lento, especialmente en una persona vestida, por lo que no hay peligro de congelación inmediata. El enfriamiento por la rápida evaporación de la humedad de la piel en un vacío puede crear hielo, particularmente en la boca, pero esto no es un peligro significativo. 
La exposición a una intensa radiación solar directa llevaría a un calentamiento parcial, aunque sería distribuido por la circulación de la sangre. Otro tipo de radiación solar, particularmente los rayos de luz ultravioleta, podrían causar quemaduras severas en pocos segundos.

#### Aumento en los niveles de radiación
Sin la protección de la atmósfera terrestre y la magnetósfera los astronautas quedan expuestos a altos niveles de radiación. Un año en órbita terrestre baja resulta en una dosis de radiación 12 veces mayor a la dosis anual de la Tierra.[cita requerida] Los niveles altos de radiación dañan a los linfocitos, células involucradas en el mantenimiento del sistema inmunológico; este daño contribuye a la baja inmunidad que tienen los astronautas. La radiación también ha sido recientemente ligada a la presencia de cataratas en astronautas. Fuera de la protección de la órbita terrestre baja, los rayos cósmicos presentan retos considerables para el viaje espacial humano, ya que se incrementan las posibilidades de tener cáncer después de una década o más de exposición. Las erupciones solares, aunque son raras, pueden proporcionar una dosis letal de radiación en minutos. Sin embargo, el uso de protección puede reducir el riesgo considerablemente.
La tripulación que vive en la Estación Espacial Internacional se encuentra parcialmente protegida del espacio exterior por el campo magnético terrestre. No obstante, las llamaradas solares son lo suficientemente poderosas para penetrar la defensa magnética, por lo que representan una gran amenaza para la tripulación. El equipo de la Expedición 10 se refugió como precaución, en 2005, en una parte más protegida de la estación diseñada para este propósito. Sin embargo, más allá de la protección terrestre, las misiones interplanetarias tripuladas son mucho más vulnerables. Lawrence Townsend, de la Universidad de Tennessee, ha estudiado la llamarada solar más grande que se ha documentado. La radiación que recibirían los astronautas sería de tal magnitud que podría llevarles a la muerte.
Existe una preocupación científica acerca de la posibilidad de que el viaje espacial prolongado pueda retrasar la habilidad del cuerpo humano para enfrentar enfermedades. La radiación puede penetrar el tejido vivo y causar daño, a corto y largo plazo, a las células madre de médula ósea que integran los sistemas sanguíneo e inmunológico. Particularmente, causa "aberraciones en los cromosomas" de los linfocitos. Como estas células son esenciales en el sistema inmunológico, cualquier daño lo debilita, lo que significa que los virus que se encuentren en el cuerpo se activarían. En el espacio, los linfocitos T se reproducen más lentamente, y los que lo hacen correctamente son menos fuertes contra las infecciones. 
La radiación también ha sido relacionada con el alto número de cataratas en los astronautas. El astronauta soviético, Valentin Lebedev, quien pasó 221 días en órbita en 1982, perdió la vista debido a las cataratas. Lebedev declaró: "Estuve expuesto a mucha radiación en el espacio. Todo estaba oculto en aquel entonces, durante los años soviéticos, pero ahora puedo decir que mi salud se dañó en ese vuelo."
El 31 de mayo de 2013, científicos de la NASA reportaron que una posible misión tripulada a Marte puede involucrar un gran riesgo por radiación basado en la cantidad de la misma detectada por el RAD en 2011-2012.

### Los efectos de la ingravidez

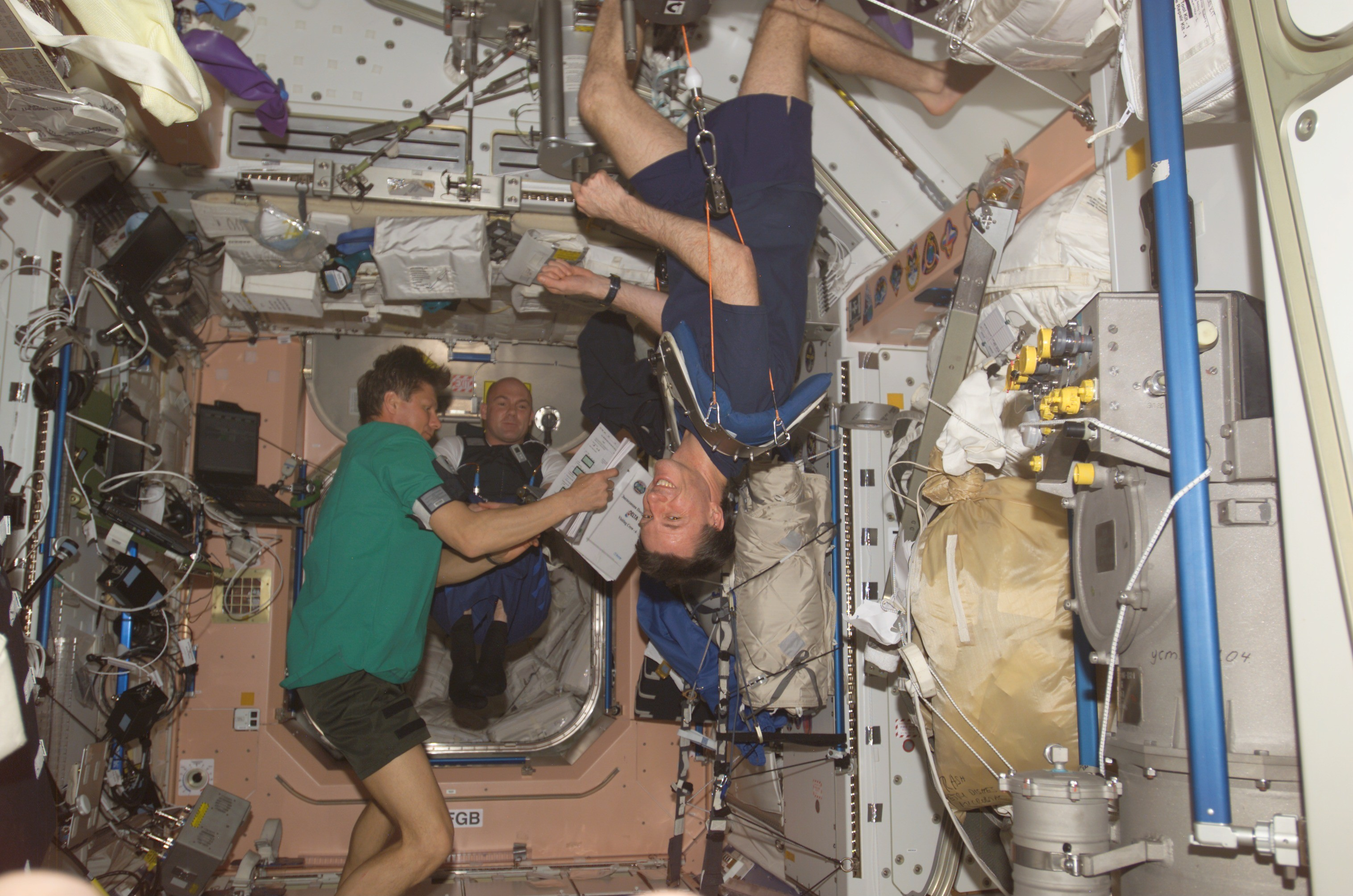
Astronautas en la ISS en estado de ingravidez. Michael Foale puede ser visto ejercitándose.

Después de la llegada de las estaciones espaciales habitables por largos periodos de tiempo, se ha demostrado que la exposición a la ingravidez tiene algunos efectos deletéreos sobre la salud humana. Los humanos están bien adaptados a las condiciones físicas de la superficie terrestre, y como respuesta a la ingravidez, varios sistemas fisiológicos cambian, y en algunos casos, se atrofian. Aunque estos cambios son usualmente temporales, algunos tienen un impacto a la larga en la salud humana.
La exposición de microgravedad a corto plazo causa el síndrome de adaptación espacial. La exposición a largo plazo causa múltiples problemas de salud, uno de los más significativos es la pérdida de masa muscular. Con el paso del tiempo, estos efectos pueden afectar el desempeño de los astronautas, aumentando su riesgo de lesionarse, reduciendo su capacidad aeróbica y afectando su aparato circulatorio. Como el cuerpo humano consiste mayormente de fluidos, la gravedad tiende a mantenerlos en la parte baja del cuerpo, y nuestros cuerpos tienen varios sistemas que ayudan a balancear esta situación. Cuando el cuerpo se encuentra en estado de ingravidez, estos sistemas continúan trabajando, lo que causa una redistribución general de fluidos en la parte superior del cuerpo. Esta es la causa de la "hinchazón" vista en los astronautas. La redistribución de fluidos en todo el cuerpo causa visión distorsionada y pérdida del olfato y gusto.

#### Enfermedades

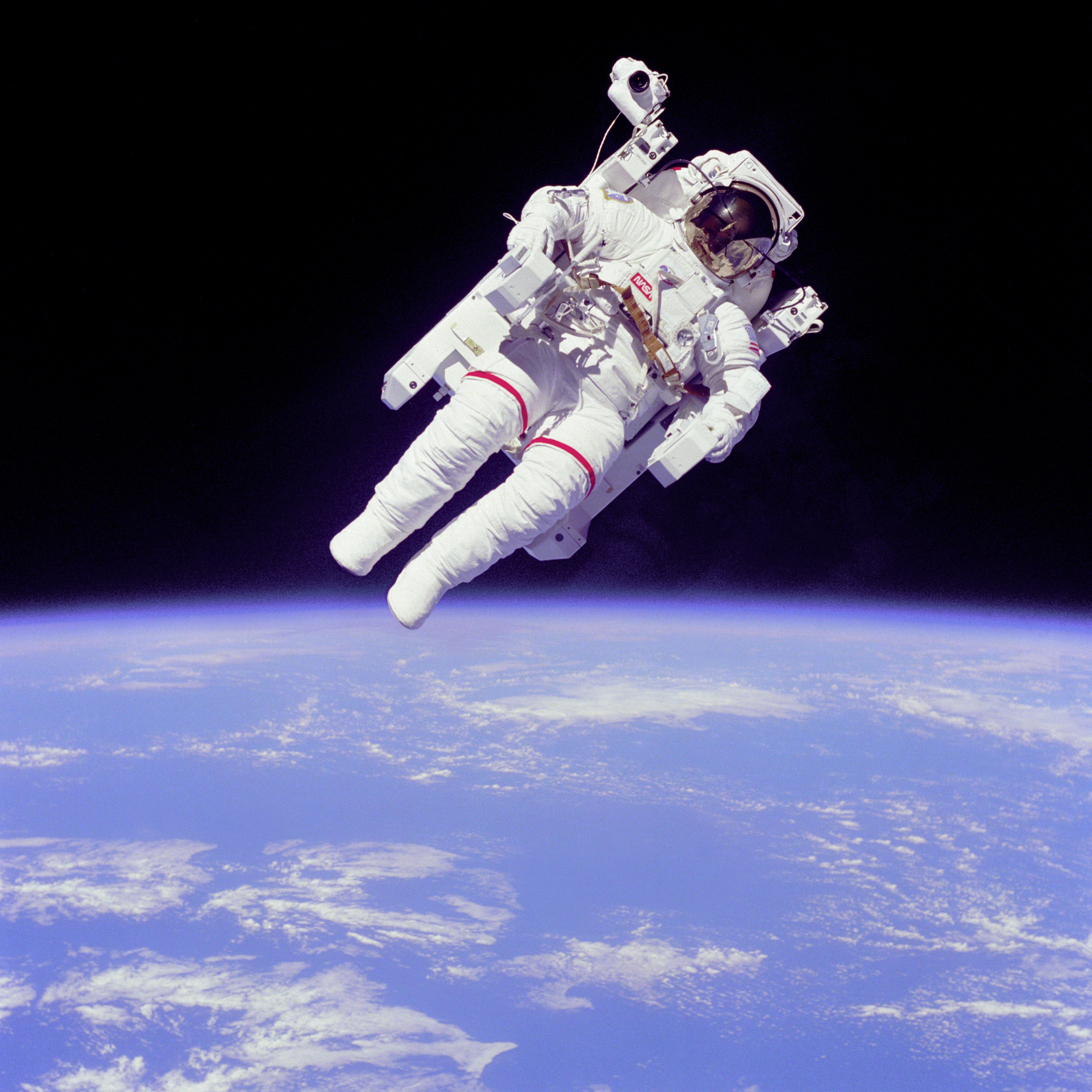
Bruce McCandless flotando en órbita con un traje espacial.

El Síndrome de adaptación espacial o SAS es comúnmente referido como enfermedad espacial. Está relacionado con la Cinetosis, y surge mientras el sistema vestibular se adapta a la ingravidez. Algunos síntomas del SAS son: náuseas, vómito, vértigo y dolor de cabeza. El primer caso de SAS fue reportado por el cosmonauta Gherman Titov en 1961. Desde ese entonces, el 45% de las personas que han ido al espacio han sufrido esta enfermedad. La duración varía, pero raramente ha durado más de 72 horas, después de las cuales el cuerpo se ajusta al nuevo ambiente.
En la Tierra, nuestros cuerpos reaccionan automáticamente a la gravedad, manteniendo la postura y locomoción estables. En ambientes de microgravedad, no se encuentran estas señales constantes: los órganos otolitos en el oído medio son sensibles a la aceleración lineal y no perciben la atracción gravitatoria; los músculos no son requeridos para mantener la postura, y los receptores de presión en los pies y tobillos no perciben la señal de "abajo". Estos cambios pueden resultar inmediatamente en desorientación sobre lo que es "arriba" o "abajo" o ilusiones de orientación visual donde los astronautas sienten que han girado 180 grados. Alrededor de la mitad de los astronautas que han experimentado los síntomas lo han hecho en los primeros tres días de viaje debido al conflicto entre lo que el cuerpo espera y lo que realmente percibe. Sin embargo, con el tiempo el cerebro se adapta y, aunque estas ilusiones pueden ocurrir aún, la mayoría de los astronautas comienzan a sentir que "abajo" es donde se encuentran sus pies. Las personas que vuelven a la Tierra después de extensos períodos de ingravidez tienen que volver a reajustarse a la fuerza de gravedad y pueden llegar a presentar problemas al ponerse de pie, enfocar su vista, caminar y girar. Este es sólo un problema inicial, ya que se recuperan fácilmente de estos síntomas.
La NASA mide en broma el SAS usando la "escala Garn", llamada así por el senador americano Jake Garn, quien enfermó durante la misión STS-51-D y fue la peor registrada. Supuestamente, un "Garn" es equivalente al caso más severo de enfermedad espacial. Estudiando cómo los cambios pueden afectar el balance en el cuerpo humano, la NASA espera desarrollar tratamientos que puedan ser usados en la Tierra y en el espacio para corregir los problemas de balance. Hasta entonces, los astronautas dependen de la medicación, como la midodrina y parches anti náusea, ya que el vómito en el espacio puede ser fatal.

#### Pérdida de masa muscular

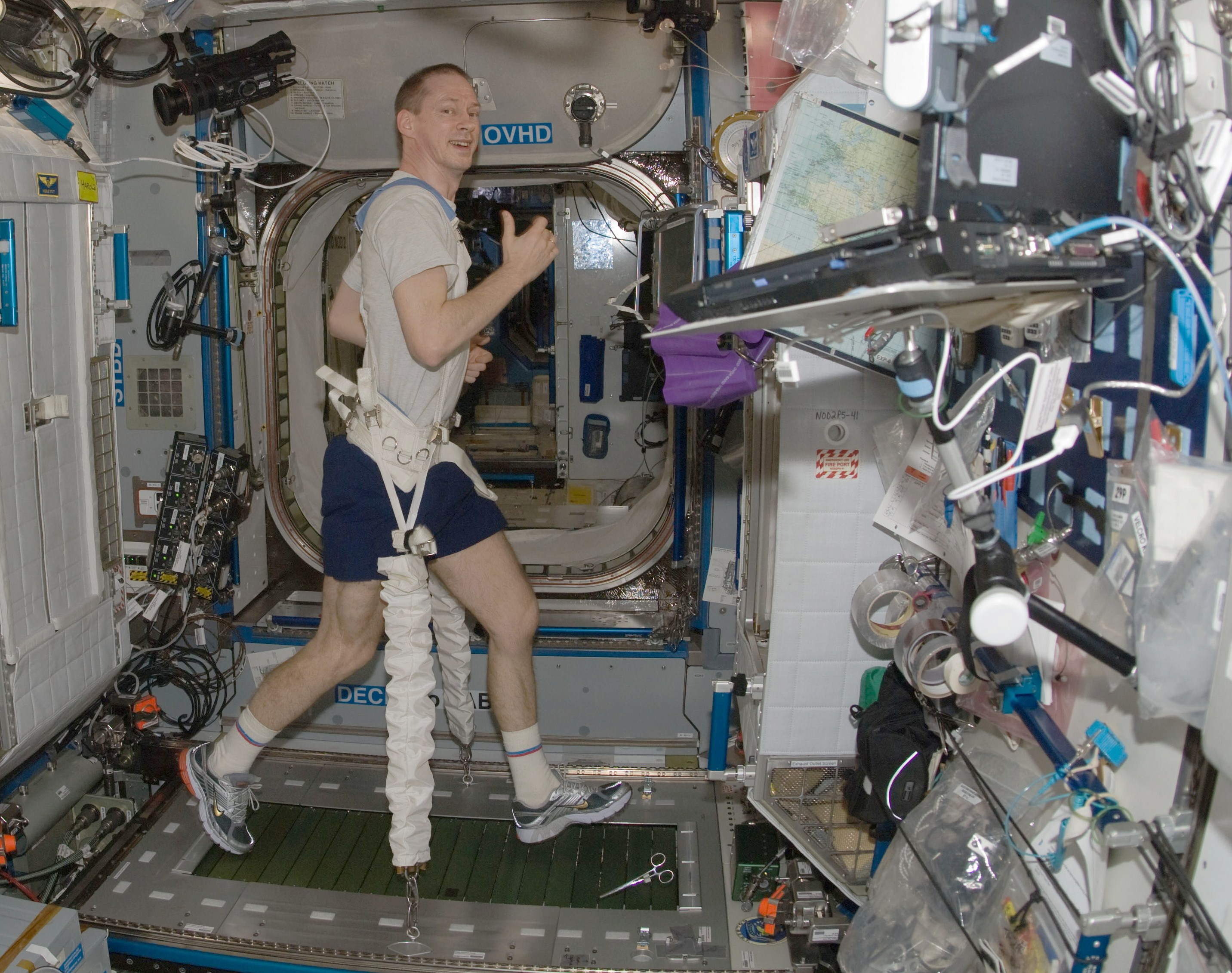
A bordo de la Estación Espacial Internacional, el astronauta Frank De Winne es unido a la caminadora T2 con cuerdas elásticas.

Un efecto de mayor importancia en las exposiciones largas a la ingravidez involucra la pérdida de masa muscular. Sin los efectos de la gravedad, el músculo esquelético no es requerido para mantener la postura y se usan músculos diferentes para desplazarse en el ambiente de ingravidez. [cita requerida] En este tipo de ambiente, los astronautas usan escasamente los músculos de la espalda y piernas para ponerse de pie. Esos músculos comienzan a debilitarse y, eventualmente, se vuelven más pequeños. Consecuentemente, algunos músculos se atrofian rápidamente y, sin ejercicio regular, los astronautas pueden perder hasta el 20% de su masa muscular en los primeros 10 días. Los tipos de fibra muscular prominentes en los músculos también cambian. Las fibras de contracción lenta de resistencia que se utilizan para mantener la postura son reemplazadas por fibras rápidas que son insuficientes para cualquier labor pesada. Avances en la investigación del ejercicio, suplementos hormonales y medicación pueden ayudar a mantener la masa muscular. 
El metabolismo de los huesos también cambia. Normalmente, el hueso se configura en la dirección de la tensión; pero en un ambiente de microgravedad existe muy poca tensión. Esto resulta en una pérdida de tejido óseo, aproximadamente 1.5% al mes, en especial en las vértebras bajas, cadera y fémur. Debido a la microgravedad y a la disminución de la carga sobre los huesos, hay un rápido aumento en la pérdida ósea, desde un 3% de pérdida de hueso cortical por década hasta aproximadamente un 1% cada mes que el cuerpo está expuesto a la microgravedad, para un adulto por lo demás sano. El cambio rápido en la densidad del hueso es drástico, llegando a provocar osteoporosis. 
En la Tierra, los huesos se regeneran constantemente a través de un sistema bien equilibrado que involucra las señales de osteoblastos y osteoclastos. Estos sistemas se acoplan para que, cuando algún hueso se rompa, se formen nuevas capas para tomar su lugar. Sin embargo, en el espacio, hay un incremento en actividad de osteoclastos a causa de la microgravedad. Este es un problema porque los osteoclastos rompen los huesos en minerales que son reabsorbidos por el cuerpo. Como los osteoblastos no están activos a la par con los osteoclastos, el hueso es disminuido constantemente sin recuperación. Este aumento en la actividad de los osteoclastos se ha notado principalmente en la región pélvica, porque esta es la región que carga la mayor parte del peso cuando existe gravedad. Un estudio demostró que, en ratones saludables, la aparición de osteoclastos aumentó en un 197%, acompañado por una poca regulación de osteoblastos y factores de crecimiento que son conocidos para ayudar a la formación de huesos nuevos, después de una exposición de 16 días a microgravedad. Niveles elevados de calcio en la sangre por la pérdida de hueso resultan en una peligrosa calcificación de tejidos suaves. Aún es desconocido si el hueso se recupera completamente después de volver a la Tierra. A diferencia de las personas que padecen osteoporosis, los astronautas recuperan eventualmente su densidad de los huesos.[cita requerida] Después de un viaje de 3 a 4 meses en el espacio, se necesitan de 2 a 3 años para recuperar la densidad de los huesos.[cita requerida] Están siendo desarrolladas nuevas técnicas para ayudar a los astronautas a recuperarse rápidamente. Investigación en la dieta, ejercicio y medicación pueden tener potencial para resolver este problema.
Para prevenir algunos de estos efectos fisiológicos, la Estación Espacial Internacional está equipada con dos caminadoras, y con el ARED (sistema avanzado de ejercicio), el cual permite realizar varios ejercicios que aumentan la masa muscular pero no ayudan en la densidad de los huesos, y una bicicleta fija; cada astronauta pasa horas al día ejercitándose con el equipo. Los astronautas usan cuerdas de bungee para atarse a sí mismos a la caminadora. Los astronautas sujetos a largos periodos de ingravidez usan pants con bandas elásticas para reducir la ostopenia.
Actualmente, la NASA está usando herramientas computacionales avanzadas para entender de qué manera es mejor contrarrestar la atrofia muscular y de huesos experimentada por astronautas en ambientes de microgravedad por largos periodos de tiempo.  El Programa de Investigación de Salud Humana anunció el proyecto "Digital Astronaut" para investigar cuestiones relacionadas con el ejercicio. La NASA se está enfocando en integrar el modelo de la ARED (actualmente a bordo de la ISS con modelos músculo-esqueléticos de humanos ejercitándose con el dispositivo La meta es usar dinámicas inversas para estimar fuerzas musculares resultantes al usar el ARED, y así prescribir mejores rutinas de ejercicio a los astronautas.

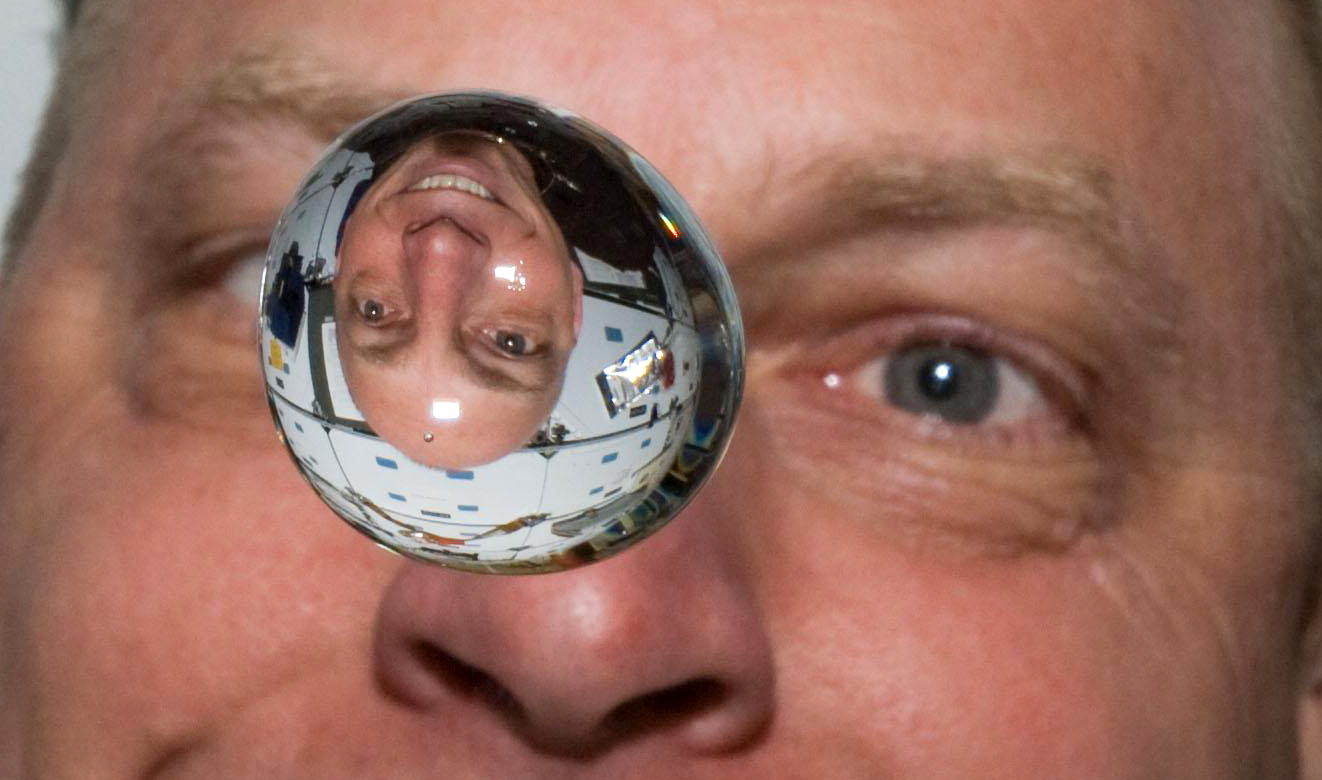
El astronauta Clayton Anderson observa mientras una burbuja de agua flota en frente de él, a bordo del Discovery.

#### Redistribución de fluidos

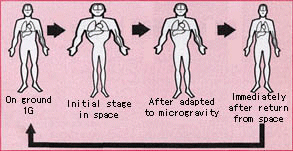
Los efectos de la microgravedad en la distribución de fluidos en el cuerpo son exagerados.

El segundo efecto de la ingravidez toma lugar en los fluidos humanos. El cuerpo está hecho de 60% de agua, mucha de ella intra-vascular e intracelular. Unos momentos después de exponerse en un ambiente de microgravedad, los fluidos son inmediatamente re-distribuidos a la parte superior del cuerpo resultando en un daño a las venas del cuello, cara hinchada y congestión nasal que puede permanecer durante todo el viaje. En el espacio, las reacciones automáticas del cuerpo para mantener la presión sanguínea no son requeridas y el fluido es ampliamente distribuido por todo el cuerpo. Esto resulta en una disminución de plasma en la sangre de alrededor del 20%. Este cambio en los fluidos inicia cambios sistémicos que pueden ser peligrosos a la llegada en la Tierra. La intolerancia ortostática se presenta en los astronautas que regresan a la Tierra después de misiones espaciales de larga duración, siendo incapaces de levantarse sin ayuda en los primeros 10 minutos. Aunque este efecto empeora conforme más tiempo se pasa en el espacio, todos los individuos que regresan a la Tierra se recuperan en algunas semanas después del aterrizaje.[cita requerida]
En el espacio, los astronautas pierden volumen en los fluidos, incluyendo un 22% de volumen sanguíneo. Debido a que el corazón tiene menos sangre para expulsar, este se atrofia. Un corazón débil resulta en baja presión sanguínea y puede producir un problema con la intolerancia ortostática. "Bajo los efectos de la gravedad terrestre, la sangre y otros fluidos corporales se encuentran en la parte baja del cuerpo. Cuando la gravedad se quita o se reduce considerablemente durante la exploración espacial, la sangre tiende a agruparse en la parte superior del cuerpo, resultando en un edema facial y otros efectos secundarios. Al regreso a la Tierra, la sangre comienza a agruparse en las extremidades inferiores nuevamente, resultando en hipotensión ortostática."

#### Alteración de la visión
Ya que la ingravidez aumenta la cantidad de fluidos en la parte superior del cuerpo, los astronautas experimentan presión intracraneal. Esto parece aumentar la presión detrás de los ojos, afectando su forma y apretando ligeramente el nervio óptico. Este efecto se descubrió en un estudio en 2012 usando escáneres de MRI de astronautas que habían regresado del espacio después de un mes. Estos problemas con la vista pueden ser un problema mayor para futuras misiones espaciales, incluyendo las misiones tripuladas a Marte.

#### Alteración del gusto
Un efecto de la ingravidez en humanos es que algunos astronautas reportan un cambio en el sentido del gusto cuando se encuentran en el espacio. Algunos astronautas encuentran que su comida pierde sabor, otros dicen que sus comidas favoritas ya no saben igual; algunos disfrutan comer cierto tipo de comida que no comerían normalmente, y algunos no experimentan ningún cambio. La razón no se conoce con certeza, y se han sugerido numerosas teorías, incluyendo la degradación de la comida y cambios fisiológicos como el aburrimiento. Los astronautas generalmente escogen comidas con sabor fuerte para combatir la pérdida del gusto.

#### Otros efectos físicos
La descompresión de la columna vertebral en ausencia de gravedad produce un crecimiento del tejido de los discos intervertebrales, por lo que los astronautas que llevan mucho tiempo en el espacio vuelven un poco más altos a la Tierra. Por ejemplo, el astronauta Scott Kelly, tras pasar 340 días en condiciones de ingravidez en la Estación Espacial Internacional, volvió al planeta cinco centímetros más alto. Después de dos meses, los callos de los pies comienzan a desprenderse y dejan piel nueva. Las partes superiores de los pies se vuelven ásperas y dolorosamente sensitivas. Las lágrimas no caen cuando son expulsadas al llorar, se mantienen unidas en una bola. Otros efectos físicos como el dolor de espalda y abdominal son comunes por el reajustamiento a la gravedad. Estos pueden ser parte del síndrome de astenización reportado por cosmonautas que viven en el espacio por un largo periodo de tiempo. Fatiga, apatía, y preocupaciones psicosomáticas son también parte del síndrome. La información es inconclusa; sin embargo, el síndrome parece existir como una manifestación de todo el estrés externo e interno que los astronautas deben enfrentar.[cita requerida]

### Efectos psicológicos del vuelo espacial

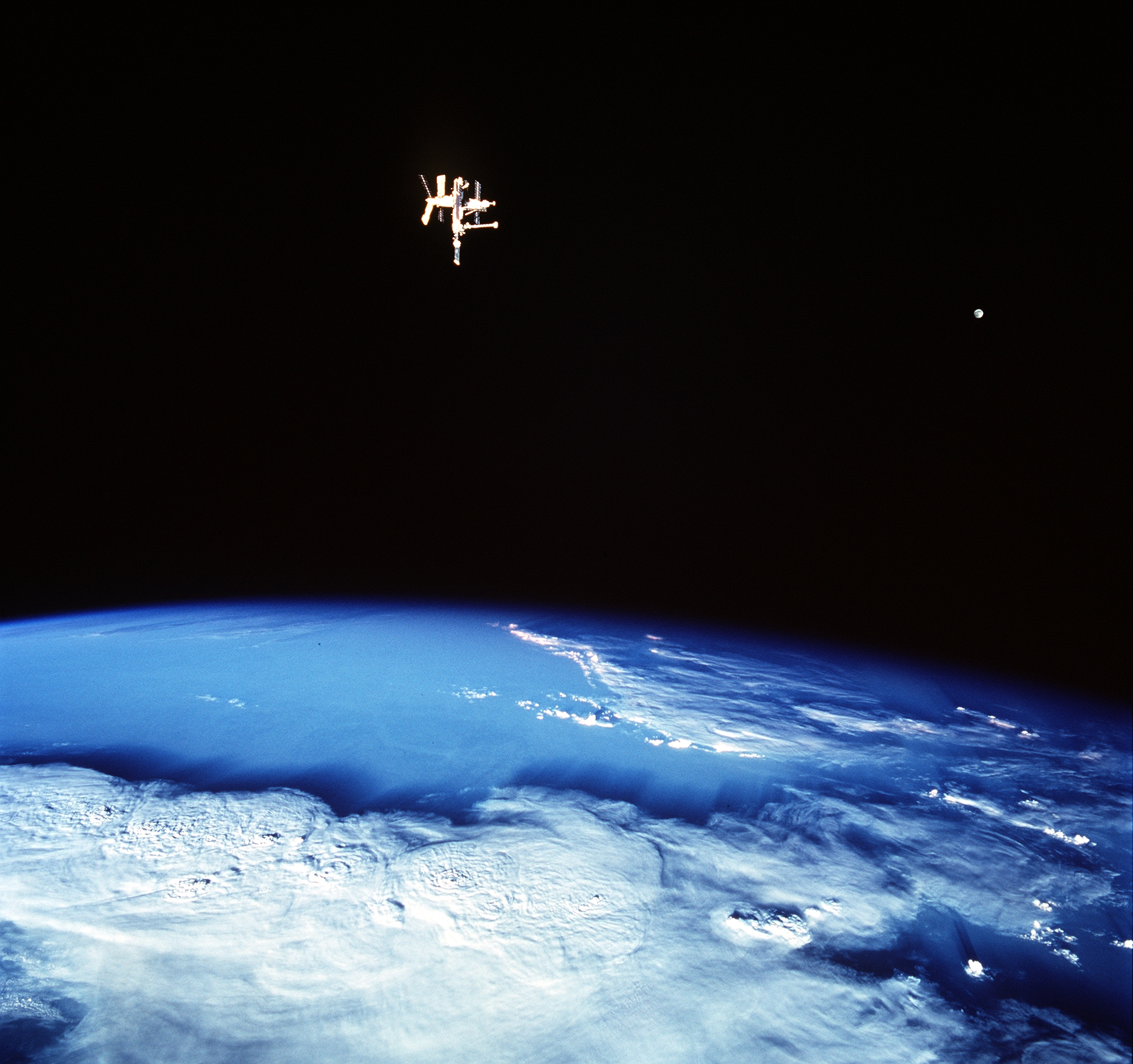
Estudios de cosmonautas rusos, proveen información en los efectos de largo plazo del espacio en el cuerpo humano

Los efectos psicológicos de vivir en el espacio no han sido claramente analizados, pero existen analogías terrestres, como las estaciones de investigación en el Ártico y en submarinos. Las grandes cantidades de estrés en la tripulación, junto con la adaptación del cuerpo a cambios ambientales, pueden resultar en ansiedad, insomnio y depresión. De acuerdo a información actual[cita requerida], los astronautas y cosmonautas parecen ser extremadamente resistentes a las tensiones psicológicas.
Existe evidencia considerable que los factores fisiológicos del estrés están entre los impedimentos más importantes para el rendimiento óptimo de la tripulación. El cosmonauta Valeri Ryumin, dos veces Héroe de la Unión Soviética, citó un pasaje de The Handbook of Hymen por O. Henry en su autobiografía sobre la misión del Salyut 6: “Si quiere instigar el arte del homicidio, sólo encierre a dos hombres en una cabina de dieciocho por seis metros un mes. La naturaleza humana no puede soportarlo.”
El interés de la NASA en el estrés fisiológico causado por el viaje espacial, iniciado al comenzar las misiones tripuladas, renació cuando los astronautas se unieron a los cosmonautas de la estación espacial rusa Mir. Fuentes comunes de estrés en las primeras misiones americanas incluían el mantener un alto rendimiento soportando el escrutinio público, así como el aislamiento de amigos y familiares. En la ISS (Estación Espacial Internacional), el aislamiento aún es causa de estrés.[cita requerida]
La cantidad y calidad de sueño experimentado en el espacio es pobre debido a la luz variable, ciclos oscuros e iluminación escasa durante el día en la nave. El hábito de mirar por la ventana antes de dormir puede enviar señales erróneas al cerebro, resultando en pobres patrones de sueño. Estas alteraciones en el ritmo cardíaco tienen efectos profundos en las respuestas de comportamiento de la tripulación y agrava el estrés fisiológico. El sueño es alterado en la Estación Espacial Internacional regularmente debido a las demandas de las misiones, como la programación de entrada y salida de vehículos espaciales. Los niveles de sonido en la estación son muy altos. El 50% de los astronautas toman pastillas para dormir y aun así obtienen dos horas menos de sueño cada noche que en la Tierra. La NASA se encuentra investigando dos áreas que podrían proveer la clave para una mejor noche de sueño, ya que un mejor sueño disminuye la fatiga e incrementa la productividad. Una gran variedad de métodos que combaten este fenómeno está en constante discusión.
Un estudio del viaje espacial más largo concluyó que las primeras tres semanas representan un periodo crítico donde la atención es afectada por los ajustes corporales para la adaptación al ambiente. Mientras que las tres tripulaciones del Skylab permanecieron en el espacio 1, 2 y 3 meses respectivamente, las expediciones del MIR duraron más. El espacio de trabajo de la ISS incluye un estrés adicional al trabajar y vivir con personas culturalmente distintas que hablan lenguas diferentes. La primera generación de estaciones espaciales tenía tripulaciones que hablaban una sola lengua, mientras que la segunda y tercera generación tienen una tripulación multicultural. La ISS es única porque los visitantes no son clasificados automáticamente en "anfitrión" o "invitado", como en las estaciones anteriores. Los miembros de la tripulación con antecedentes militares y aquellos con antecedentes científicos y académicos pueden llegar a tener problemas entendiendo el punto de vista del otro.[cita requerida]
Los astronautas quizá no puedan regresar rápidamente a la Tierra para recibir ayuda médica en caso de una emergencia. El astronauta quizá tenga que depender durante largos periodos en sus limitados recursos existentes y las recomendaciones médicas de la estación. 
El 31 de diciembre de 2012, un estudio avalado por la NASA reportó que el viaje espacial puede dañar el cerebro de los astronautas y facilitar la enfermedad de Alzheimer.

## Perspectivas del futuro

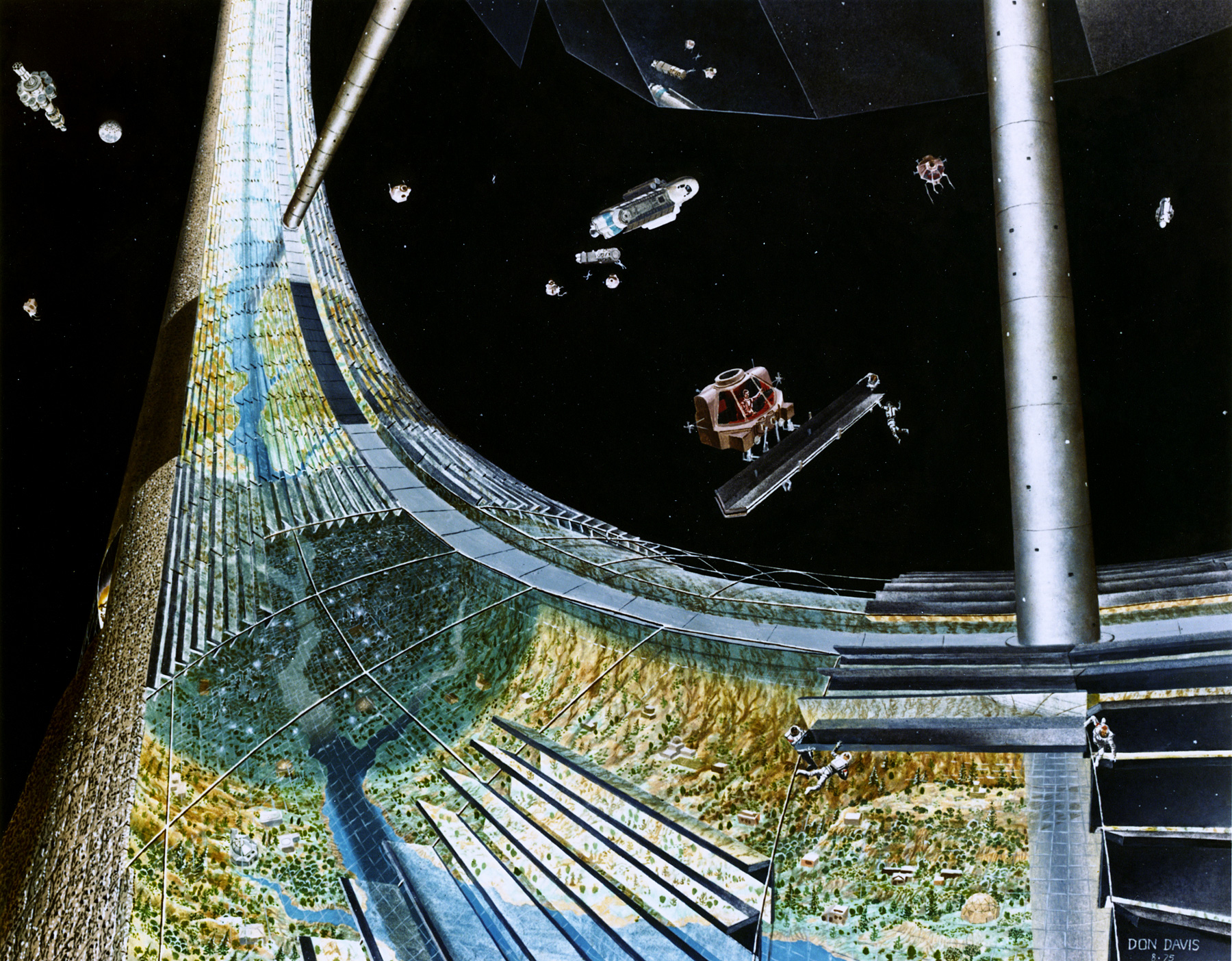
Los esfuerzos de colonización espacial deben tomar en cuenta los efectos del espacio en el cuerpo humano.

La suma de toda la experiencia humana ha resultado en 58 años solares en el espacio y con esto, en un mejor entendimiento de la adaptación del cuerpo al ambiente de ingravidez. En el futuro, la industrialización espacial y exploración de planetas requerirá que los humanos soporten largos periodos en el espacio. La mayoría de la información actual proviene de misiones de corta duración, por lo tanto, aún existen efectos fisiológicos desconocidos de los viajes de largo plazo. Un viaje de ida y vuelta a Marte  con la tecnología actual se puede hacer en 18 meses de viaje. Conocer la manera en la que el cuerpo reacciona en esos periodos largos de tiempo es vital para la preparación de estos viajes. Las facilidades médicas a bordo necesitan adecuarse para cualquier emergencia, así como tener diversos instrumentos médicos para mantener a la tripulación saludable durante largos periodos de tiempo.
Por ahora, sólo humanos rigurosamente probados han experimentado las condiciones del espacio. Si la colonización espacial comienza algún día, muchos tipos de personas serán expuestas a estos peligros, y los efectos en los ancianos y jóvenes son completamente desconocidos. Factores como la nutrición y ambientes físicos serán de importancia. En general, existen pocos datos sobre los efectos múltiples de vivir en el espacio, y esto hace que los intentos de mitigar los riesgos durante viajes de largo plazo se vuelva complicado.
El ambiente del espacio es ampliamente desconocido, y aún existen amenazas potenciales indetectables. Mientras tanto, las futuras tecnologías como la gravedad artificial puedan contrarrestar todos los efectos capaces de tener riesgos en la salud humana.